# Международна пътна федерация
Международната пътна федерация (на английски: International Road Federation (IRF)) е неправителствена, нестопанска организация.
Насърчава и подпомага изграждането и поддържането на пътища с акцент върху безопасността и устойчивостта. Основните функции на организацията включват предоставянето на експертна помощ по въпроси свързани с пътищата на правителства и финансови институции. Организацията има членове и сътрудници в 90 страни на шест континента.

## История
Международната пътна федерация е създадена през 1948 г. когато след края на Втората световна война когато пътищата в много страни са претърпели огромни щети и е налице необходимост от международна организация, коятно да привлече вниманието на обществеността към нарастващото икономическо и социално значение на адекватна пътна инфраструктура.